# Encarsia paracitrella
Encarsia paracitrella is een vliesvleugelig insect uit de familie Aphelinidae. De wetenschappelijke naam is voor het eerst geldig gepubliceerd in 1997 door Evans & Polaszek.